# Флоран Клод
Флоран Клод (11 листопада 1991 , Ремірмон ) — французький біатлоніст і лижник, від червня 2017 року виступає за збірну Бельгії.
Його брати Фаб'єн і Емілієн також біатлоністи.

## Кар'єра
На міжнародній арені Флоран Клод дебютував 8 березня 2008 року на змаганнях Кубка Європи серед юніорів у Чезана-Торинезе (Італія), де посів 21-ге місце в спринті на 10 км. Через рік на Олімпійському молодіжному фестивалі Європи в Щирку він здобув бронзову медаль у перегонах переслідування. Чемпіон світу серед юніорів в естафеті 2009 року та срібний призер 2010-го. У Кубку світу дебютував 30 листопада 2011 року в Естерсунді, де посів 37-ме місце в індивідуальних перегонах на дистанції 20 км, водночас здобувши перші бали Кубка світу. Рік по тому у фінському Контіолахті він став срібним призером на чемпіонаті світу серед юніорів у спринті. Він семиразовий чемпіон Франції (вигравав титули з біатлону та лижних перегонів) і чотириразовий чемпіон Бельгії. Від середини 2017 року на міжнародних змаганнях представляє Бельгію. Змінити країну йому довелось через те, що не знайшлося місця в збірній Франції. 2018 року разом з Міхаелем Решем став першим бельгійським біатлоністом, що взяв участь у зимових Олімпійських іграх.

## Результати за кар'єру
Усі результати наведено за даними Міжнародного союзу біатлоністів.

### Олімпійські ігри
| Змагання                        | Інд. перегони | Спринт | Перегони пер. | Мас-старт | Естафета | Змішана ес. |
| Олімпійські ігри 2018 Пхьончхан | 54            | 55     | 57            | —         | —        | —           |

### Чемпіонати світу
| Змагання                  | Інд. перегони | Спринт | Перегони пер. | Мас-старт | Естафета | Змішана ес. | Од. змішана ес. |
| ------------------------- | ------------- | ------ | ------------- | --------- | -------- | ----------- | --------------- |
| Естерсунд 2019            | 32            | 71     | —             | —         | 23       | —           | —               |
| Антгольц-Антерсельва 2020 | 25            | 34     | 32            | —         | 19       | —           | 20              |
| Поклюка 2021              | 20            | 22     | 26            | 25        | 23       | 21          | 15              |

### Кубки світу
- Найвище місце в загальному заліку: 34-те 2020 року.
- Найвище місце в окремих перегонах: 10.

#### Підсумкові місця в Кубку світу за роками
| Сезон     | Заг. залік | Спринт | Перегони пер. | Інд. перегони | Мас-старт |
| 2011-2012 | 102        | -      | -             | 63            | -         |
| 2017-2018 | 53         | 66     | 48            | 41            | -         |
| 2018-2019 | 51         | 54     | 40            | 58            | -         |
| 2019-2020 | 34         | 33     | 36            | 31            | 45        |
| 2020-2021 | 45         | 47     | 46            | 36            | 43        |

### Кубки IBU
- 1 п'єдестал.